# Ballad in Blood
Ballad in Blood è un film del 2016 diretto da Ruggero Deodato e trae ispirazione dall'omicidio di Meredith Kercher a Perugia nel 2007. È stato presentato il 5 aprile 2016 in anteprima al Lucca Film Festival. Questa pellicola rappresenta il ritorno di Deodato dietro la macchina da presa dopo 23 anni, a parte la piccola partecipazione a The Profane Exhibit con il segmento Bridge nel 2013.

## Trama
Dopo aver trascorso la notte di Halloween a far baldoria a base di sesso e droghe, Lenka (una studentessa Erasmus di origine ceca), il suo fidanzato Jacopo e il loro amico di colore Duke, al loro risveglio, trovano il corpo di Elizabeth (una giovane studentessa inglese), privo di vita. Non ricordando praticamente nulla di cosa fosse successo la sera prima, i tre, cercano di ricostruire l'accaduto basandosi sui filmati del telefonino della studentessa che, per vizio, era solita immortalare buona parte della sua permanenza in Italia con dei video. Con il passare del tempo aumenta la tensione e i tre protagonisti di questa macabra storia iniziano ad accusarsi a vicenda, spingendosi oltre i limiti della follia.

## Produzione
La sceneggiatura del film è stata scritta più volte, rivista e corretta nel corso di tre anni. Questo periodo di tempo è servito alla produzione anche per soddisfare alcune pratiche indispensabili al fine di poter usufruire di finanziamenti governativi.
"Il giorno dopo" è il titolo utilizzato durante la lavorazione del film.

### Cast
Il cast è composto dall'attore professionista Gabriele Rossi e da debuttanti nel mondo del cinema come Noemi Smorra e Carlotta Morelli; nel cast anche il modello Roger Garth mentre il ragazzo di colore è interpretato dall'esordiente assoluto Edward Williams.
Il regista si ritaglia una piccola parte nel film: un professore in sedia a rotelle vittima di uno scherzo dei suoi alunni. Il professore in questione si chiama Eli Roth, un omaggio di Deodato al regista statunitense.

### Riprese
Le riprese del film, durate tre settimane e tre giorni, sono avvenute nel mese di settembre 2015 e sono state effettuate nei pressi di Orvieto (nel celebre Pozzo di San Patrizio) e per gli interni negli studi De Paolis.

### Musica
Per la colonna sonora il regista si è affidato al fondatore dei Goblin Claudio Simonetti, compositore di celebri musiche per Profondo rosso o Suspiria.

## Distribuzione
Dopo essere stata presentata in anteprima al Lucca Film Festival, la pellicola ha preso parte anche ad altri festival europei. La prima proiezione doppiata è stata eseguita al "Fi Pi Li horror festival" 2017 di Livorno con la presenza di Deodato.